# Studiepoäng
Studiepoängsystemet är det system som utarbetats i Finland för att ersätta det tidigare systemet med studieveckor som använts vid akademi- och högskolestudier. Poängsystemet togs i bruk hösten 2005 som en del av Bologna-processen för att förenhetliga olika system inom Europeiska unionen. Motsvarande enhet i Sverige är högskolepoäng.
En studiepoäng motsvarar ungefär 27 arbetstimmar. Ett läseår beräknas motsvara 60 studiepoäng. En studievecka motsvarade nominellt 40 arbetstimmar och räknas ofta vara värd 1,5 studiepoäng. I samband med studiestöd har förhållandet 1,8 använts. Ibland används förhållandet 2:1. Exakta jämförelser är svåra att göra, då kursers omfattning i studiepoäng sällan exakt motsvarar arbetsinsatsen de kräver och denna naturligtvis varierar mellan olika grupper och individer. Kursers omfattning justerades ofta vid övergången. 
För att få kandidatexamen krävs 180 studiepoäng och för magistersexamen ytterligare 120 poäng. 
Mellan åren 2005 och 2008 användes systemen med studiepoäng och studieveckor parallellt med varandra, men från och med 2008 är studieveckor avskaffade. För de studerande som hade sina prestationer räknade i studieveckor transformerades veckorna till studiepoäng.